# 羽村仁成
羽村 仁成（はむら じんせい、2007年7月15日 - ）は、日本のアイドル、俳優、元子役。ジュニア内男性アイドルグループ・Go!Go!kidsの元メンバー。
東京都出身。STARTO ENTERTAINMENT所属。

## 来歴
子役としての活動を経て、2019年7月7日にジャニーズ事務所に入所。
2022年、『忍たま乱太郎』第30シリーズのオープニングテーマを担当する「ジャニーズJr.」11人のうちの一人として歌唱に参加。同年5月3日、『JOHNNYS' Experience』で結成が発表された8人組ジャニーズJr.内ユニット・Go!Go!kidsのメンバーに選ばれる。
2023年8月11日、映画『リボルバー・リリー』で映画初出演。
2025年7月24日をもってGo!Go!kidsが活動を終了。

## 出演

### テレビドラマ
- TBSドラフト緊急特番「お母さんありがとう」（2013年、TBS） - 主演[2]
- 49 最終話（2013年12月29日、日本テレビ）[7]
- お兄ちゃん、ガチャ（2015年1月11日 - 3月29日、日本テレビ） - 雫石リク 役[8]
- シメシ 第1話（2015年6月22日、MBS） - 前岳壮太（幼少期） 役[2]
- レッドクロス〜女たちの赤紙〜（2015年8月1日・2日、TBS） - 秀治 役[2]
- 荒地の恋（2016年1月9日 - 2月6日、WOWOW） - 北沢靭彦 役[2]
- 猫侍 玉之丞 江戸へ行く（2016年2月、独立局などの共同制作） - 三吉 役[2]
- 早子先生、結婚するって本当ですか?（2016年4月21日 - 6月16日、フジテレビ）[2]
- 家政夫のミタゾノ 第2話（2016年10月28日、テレビ朝日）[7] - 木杉優太 役
- アイドル×戦士 ミラクルちゅーんず！（2017年、テレビ東京）[2]
- 大河ドラマ おんな城主 直虎 第3話（2017年1月22日、NHK）[2]
- きみはペット 第1話（2017年2月6日、フジテレビ）[2]
- 貴族探偵 第5話・第6話（2017年5月15日・22日、フジテレビ） -  愛知川友也（幼少期）役[2]
- 悦ちゃん〜昭和駄目パパ恋物語〜（2017年7月15日 - 9月16日、NHK総合） -  伊東鉄男 役[2]
- FNS27時間テレビ にほんの歴史（2017年9月10日、フジテレビ）[7] - 永倉新八の孫・道男 役
- 新宿セブン 最終話（2017年12月22日、テレビ東京） - 勇樹 役[9]
- 俺の家の話（2021年1月22日 - 3月26日、TBS） - 観山秀生 役[10][11]
- 痛快TV スカッとジャパン（2021年5月17日、フジテレビ） - 岸優太（少年時代）役[12]
- ナイト・ドクター 第5話（2021年7月19日、フジテレビ）[13]　 - 秋山和樹 役
- 二月の勝者-絶対合格の教室-（2021年10月16日 - 12月18日、日本テレビ） -  島津順 役[14][15]
- ZIP! 朝ドラマ「泳げ!ニシキゴイ」（2022年7月27日 - 8月12日、日本テレビ）  - 長谷川雅紀（中高生） 役[16]
- Destiny 第4話（2024年4月30日、テレビ朝日） - 野木真樹（少年時代） 役[17]
- 秘密〜THE TOP SECRET〜 第6話（2025年3月3日、関西テレビ・フジテレビ） - 堀江尚 役[18]
- なんで私が神説教（2025年4月12日 - 6月14日、日本テレビ） - 秦凛太郎 役[19]

### 映画吹き替え
- 西遊記 ヒーロー・イズ・バック（2018年） - リュウアー 役[20][21]

### 映画
- リボルバー・リリー（2023年8月11日、東映） - 細見慎太 役[5]
- ゴールド・ボーイ（2024年3月8日、東京テアトル / チームジョイ） - 安室朝陽 役[22]

### 舞台
- JOHNNYS' IsLAND（2019年12月8日 - 2020年1月27日、帝国劇場）[15]
- ナゾドキシアター『アシタを忘れないで』（2021年7月12日 - 8月8日、東京グローブ座 / 8月11日 - 15日、梅田芸術劇場シアター・ドラマシティ） - ケケ 役[23][24]
- JOHNNYS' IsLAND THE NEW WORLD（2022年1月1日 - 19日[注 1]、帝国劇場）[26]
- JOHNNYS' World Next Stage（2023年1月1日 - 1月26日、帝国劇場）[27]
- ANDO（2025年9月5日 - 28日予定、新橋演舞場 / 10月9日・10日予定、広島文化学園HBGホール / 10月17日 - 25日予定、大阪松竹座）[28]

### コンサート
- 東京ジュニア Next Generation 2025（2025年7月30日 - 8月1日予定、EX THEATER ROPPONGI / 8月7日 - 16日予定、大阪松竹座）[29][30]

### イベント
- 駆アガル！〜あべこべ男子に憧れて〜（2025年3月22日・23日、ぴあアリーナMM）[31][32]

### 配信ドラマ
- 二月の勝者〜胸騒ぎの自習室〜（2021年11月20日配信、Hulu） - 島津順 役[33]

### 参加楽曲
いずれも「ジャニーズJr.」名義（総勢11人での歌唱）
- 勇気100%（2022年）[3]
- この青空は忘れない（2022年）[3]

### モデル
- 「代官山コレクションキッズ」モデル（2014年10月4日）[34]

### CM
- 仮面ライダーゴースト「キャラデコ」（2015年）[2]
- 金冠堂「キンカン」（2016年 - 2017年）[2]
- スクウェア・エニックス「ファイナルファンタジーXIV：紅蓮のリベレーター」（2017年）[2]
- バンダイ「ドラえもん ふわチョコモナカ」（2017年）[2]